# 布兰肯施泰因
布兰肯施泰因（德語：Blankenstein，發音：[ˈblaŋkn̩ʃtaɪn]）是德国图林根州萨勒-奥拉县曾经的一个市镇，面积1.54平方千米，2017年12月31日人口为705人。2019年1月1日，布兰肯施泰因与另外6个市镇合并为新市镇伦施泰格地区罗森塔尔。